# Điền Hương
Điền Hương là một xã ven biển thuộc huyện Phong Điền, tỉnh Thừa Thiên Huế, Việt Nam.

## Địa lý
Xã Điền Hương có diện tích 17,26 km², dân số năm 1999 là 3.528 người, mật độ dân số đạt 204 người/km².

## Hành chính
Xã Điền Hương được chia thành 4 thôn: Thanh Hương Đông, Thanh Hương Lâm, Thanh Hương Tây, Trung Đồng.

## Lịch sử
Ngày 12 tháng 1 năm 1984, Hội đồng Bộ trưởng ban hành Quyết định số 7-HĐBT về việc sáp nhập thôn Trung Đông của xã Phong Hải vào xã Điền Hương.